# Agrotera glycyphanes
Agrotera glycyphanes is een vlinder uit de familie van de grasmotten (Crambidae). De wetenschappelijke naam van de soort is voor het eerst gepubliceerd in 1913 door Alfred Jefferis Turner.
De soort komt voor in het noorden van Australië.